# Bulavivșciîna, Varva
Bulavivșciîna (în ucraineană Булавівщина) este un sat în comuna Kalînovîțea din raionul Varva, regiunea Cernihiv, Ucraina.

## Demografie
Componența lingvistică a localității Bulavivșciîna
     Ucraineană (100%)
Conform recensământului din 2001, toată populația localității Bulavivșciîna era vorbitoare de ucraineană (100%).